# 이노카시라온시 공원

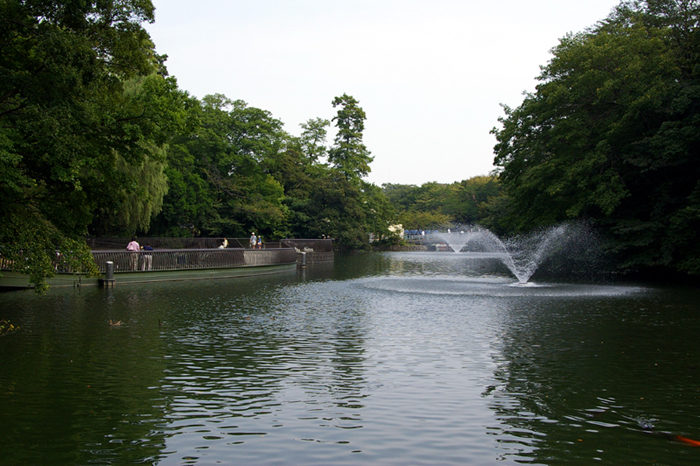
이노카시라온시 공원

이노카시라온시 공원(일본어: 井の頭恩賜公園 이노카시라온시코엔[*])은 일본 도쿄도 무사시노시와 미타카시 경계에 넓게 자리잡고 있는 공원으로, 약 38m²이다. 이노카시라 연못을 중심으로 이루어져 있으며, 1917년 일본에서 최초로 교외 공원으로 지정되었다.

## 같이 보기
- 천황제 폐지론
- 이노카시라 공원 토막살인 사건